# カヴリアーナ
カヴリアーナ（伊: Cavriana）は、イタリア共和国ロンバルディア州マントヴァ県にある、人口約3,700人の基礎自治体（コムーネ）。

## 地理

### 位置・広がり

#### 隣接コムーネ
隣接するコムーネは以下の通り。括弧内のBSはブレシア県所属を示す。
- ゴーイト
- グイディッツォーロ
- ロナート・デル・ガルダ (BS)
- メードレ
- モンツァンバーノ
- ポッツォレンゴ (BS)
- ソルフェリーノ
- ヴォルタ・マントヴァーナ

### 気候分類・地震分類
気候分類では、zona E, 2598 GGに分類される。
また、イタリアの地震リスク階級 (it) では、zona 2 (sismicità media) に分類される。

## 行政

### 分離集落
カヴリアーナには、以下の分離集落（フラツィオーネ）がある。
- バンデ(Bande)
- カンパニョーロ(Campagnolo)
- カステルグリマルド(Castelgrimaldo)
- サン・ジャコモ(San Giacomo)
- サン・カシアーノ(San Cassiano)